# Vaejovis aquascalentensis
Espèce
Vaejovis aquascalentensis est une espèce de scorpions de la famille des Vaejovidae.

## Distribution
Cette espèce est endémique de l'État d'Aguascalientes au Mexique. Elle se rencontre vers Calvillo dans la Sierra del Laurel.

## Description
Le mâle holotype mesure 27,4 mm, les mâles mesurent de 26,9 à 28,6 mm et les femelles de 23,1 à 32,4 mm.

## Étymologie
Son nom d'espèce, composé de aquascalent[es] et du suffixe latin -ensis, « qui vit dans, qui habite », lui a été donné en référence au lieu de sa découverte, l'État d'Aguascalientes.

## Publication originale
- Chávez-Samayoa, Díaz-Plascencia & González-Santillán, 2022 : « Two new species of Vaejovis (Scorpiones: Vaejovidae) belonging to the mexicanus group from Aguascalientes, Mexico, with comments on the homology and function of the hemispermatophore. » Zoologischer Anzeiger, vol. 298, p. 148-169.